# 영광대교
영광대교(靈光大橋)는 전라남도 영광군 백수읍과 홍농읍을 잇는 다리이다.
국도 제77호선이 이 다리를 따라 지정될 예정이며 홍농 ~ 백수간 2.2km 도로공사의 일환으로 건설되고 있다. 주탑과 주탑 간 거리인 주경간장이 무려 320m이다. 2014년 12월 9일에 마지막 상판이 연결되었으며, 2015년 12월에 완공할 예정이었으나 실제 완공은 2016년 3월 25일에 이루어졌다.
이 다리가 개통되면 백수읍과 홍농읍간 이동할 때 소요시간이 30분 걸리던 것을 10분 이내로 줄어 지역발전에 큰 영향을 줄 것이며 인근 백수해안도로, 불교도래지 등의 관광지로 진입도 용이해져 지역관광도 활성화 될 것으로 예상된다.

## 연혁
- 2008년 9월 : 착공
- 2014년 12월 9일 : 마지막 상판 연결
- 2016년 3월 25일 : 개통[2]